# Дюкс (окръг, Масачузетс)
Вижте пояснителната страница за други значения на Дюкс.
Окръг Дюкс (на английски: Dukes County) е окръг в щата Масачузетс, Съединени американски щати. Площта му е 1272 km², а населението – 17 246 души (2016). Административен център е град Едгартаун.